# دوبروویتسیا
شهر دوبروویتسیا (به روسی: Дубровиця) در استان ریونه در کشور اوکراین واقع شده‌است. جمعیت این شهر ۹,۳۵۹ نفر (۲۰۲۱ تخمینی) است.